# هسیچاسم
هسیچاسم برگرفته از واژه یونانی (hesychia) به معنی سکوت، سکون و آرامش است و به سنت عبادت عرفانی در مکتب کلیسای ارتدکس شرقی گفته می‌شود. این سنت بر اساس گفته عیسی در انجیل متی شکل گرفته است.
آموزه و عبادات هسی چازم فرد را آمادهٔ دستیابی به روح مقدس و الهی خویش و تهذیب روح و جسم خود می‌نماید. هدف نهایی این کار که بنوعی تبدیل و تغییر شکل است «تئوسیس» نام دارد.
در این سنت با قطع ادراک از طریق خاموش کردن حواس پنجگانه به تجربه و لمس انرژی الهی می‌توان دست یافت.
هیم (سرود روحانی) ساخته شده توسط «سیمون مقدس» و نقاشی نماد سه گانگی اثر آندری روبلوف به استناد خودشان با هسی چازم به ایشان الهام شده است. هسی چازم باعث می‌شود که فرد در نیرو و انرژی الهی سهیم شود.